# Żuków (powiat buski)
Żuków – wieś w Polsce, położona w województwie świętokrzyskim, w powiecie buskim, w gminie Solec-Zdrój.
| SIMC    | Nazwa     | Rodzaj    |
| ------- | --------- | --------- |
| 0271495 | Marianów  | część wsi |
| 0271503 | Piachy    | część wsi |
| 0271510 | Sieradzka | część wsi |
| 0271526 | Stawisko  | część wsi |

W latach 1975–1998 miejscowość należała administracyjnie do województwa kieleckiego.
Przez wieś przechodzi  czerwony szlak turystyczny z Buska-Zdroju do miejscowości Solec-Zdrój.